# San Francisco, Tenosique
San Francisco är en ort i Mexiko.   Den ligger i kommunen Tenosique och delstaten Tabasco, i den sydöstra delen av landet, 900 km öster om huvudstaden Mexico City. San Francisco ligger 180 meter över havet och antalet invånare är 301.
Terrängen runt San Francisco är kuperad, och sluttar norrut. Runt San Francisco är det glesbefolkat, med 11 invånare per kvadratkilometer. San Francisco är det största samhället i trakten. I omgivningarna runt San Francisco växer i huvudsak städsegrön lövskog.